# 源氏山住右エ門
源氏山住右エ門（げんじやま すみえもん、生没年不詳）は、陸奥国（現:青森県）出身の元大相撲力士。最高位は大関。

## 経歴
弘前の出身。元文の頃（1730年代後半）、江戸に出て力士となる。寛保3年（1743年）に京都の興行で大関に立つと、以降10年近くに渡り全盛期を築き、三都の相撲でそれぞれ大関を務めた。長崎においても大関を張ったという。一時仙台藩の抱えとなるが、解かれたのちは京都に居を構える。宝暦11年（1761年）限りで引退し、京都相撲の頭取となった。
江戸相撲の宝暦7年（1757年）以降の現存する番付に掲載されたことがあるが、その番付に掲載された時には既に小結・関脇に陥落していた。そのため一般的な歴代大関の代数には含まれていない。

## 番付推移
江戸相撲の番付現存分のみ示す。勝敗等の数は記録が現存しないため省略。
| 1757年 | x        | 西小結 – |
| 1758年 | 西関脇 – | 西関脇 – |
| 各欄の数字は、「勝ち-負け-休場」を示す。 優勝 引退 休場 十両 幕下 三賞：敢=敢闘賞、殊=殊勲賞、技=技能賞 その他：★=金星 番付階級：幕内 - 十両 - 幕下 - 三段目 - 序二段 - 序ノ口 幕内序列：横綱 - 大関 - 関脇 - 小結 - 前頭（「#数字」は各位内の序列） |          |          |